# Chondropyga frenchi
Chondropyga frenchi är en skalbaggsart som beskrevs av Conrad L. Schoch 1898. Chondropyga frenchi ingår i släktet Chondropyga och familjen Cetoniidae. Inga underarter finns listade i Catalogue of Life.